# Festival international du film fantastique d'Avoriaz 1989
 (avril 2023).
Le Festival international du film fantastique d'Avoriaz 1989 est le 17e Festival international du film fantastique d'Avoriaz. Il s'est déroulé du 14 au 22 janvier 1989.

## Jury
- Terence Stamp (président)
- Marco Bellocchio
- Françoise Fabian
- Serge Lama
- Charles-Louis Lasalle
- Pierre Mondy
- Marcel Ophüls
- Robin Renucci
- Barbara Sukowa
- Vassílis Vassilikós
- Bo Widerberg

## Sélection

### Compétition
- Voulez-vous mourir avec moi ? (Le Baiser de l'assassin - Der Kuß des Tigers) de Petra Haffter ( Allemagne de l'Ouest /  France)
- Baxter de Jérôme Boivin ( France)
- Le Blob (The Blob) de Chuck Russell ( États-Unis)
- Fair Game (Mamba) de Mario Orfini ( Italie)
- Faux-semblants (Dead Ringers) de David Cronenberg ( Canada /  États-Unis)
- Hellraiser 2 : les écorchés (Hellbound : Hellraiser 2) de Tony Randel ( Royaume-Uni /  États-Unis)
- Incidents de parcours (Monkey Shines) de George A. Romero ( États-Unis)
- Invasion Los Angeles (They Live) de John Carpenter ( États-Unis)
- Jeu d'enfant (Child's Play) de Tom Holland ( États-Unis)
- Kingsajz de Juliusz Machulski ( Pologne)
- Life on the Edge (Meet the Hollowheads) de Tom Burman ( États-Unis)
- Lo Que Vendra de Gustavo Mosquera ( Argentine)
- Paperhouse de Bernard Rose ( Royaume-Uni)
- Parents de Bob Balaban ( Canada /  États-Unis)
- Le Repaire du ver blanc (The Lair of the White Worm) de Ken Russell ( Royaume-Uni)

### Section peur
- Dream Demon de Harley Cokeliss ( Royaume-Uni)
- La Main du saigneur (Unmasked Part 25) de Anders Palm ( Royaume-Uni)
- Phantasm 2 de Don Coscarelli ( États-Unis)
- The Kiss de Pen Densham ( Canada /  États-Unis)
- Waxwork de Anthony Hickox ( États-Unis /  Allemagne de l'Ouest /  Royaume-Uni)

### Hors compétition
- Docteur Jekyll et M. Hyde (Edge of Sanity) de Gérard Kikoïne ( Royaume-Uni /  France /  Hongrie /  États-Unis)
- Futur immédiat, Los Angeles 1991 (Alien Nation) de Graham Baker ( États-Unis)
- High Spirits de Neil Jordan ( Royaume-Uni /  États-Unis)
- La Section (The Stick) de Darrell Roodt ( Afrique du Sud)

## Palmarès[1]
- Grand prix : Faux-semblants de David Cronenberg
- Grand prix de l'étrange : Paperhouse de Bernard Rose
- Prix spécial du jury : Kingsajz de Juliusz Machulski
- Prix des effets spéciaux : Le Blob de Chuck Russell
- Mention spéciale : Baxter de Jérôme Boivin
- Prix de la critique : Parents de Bob Balaban
- Antenne d'or : Incidents de parcours de George A. Romero
- Prix de la C.S.T. : Faux-semblants de David Cronenberg
- Prix section peur : Waxwork de Anthony Hickox
- Prix "Grand Guignol" de la section peur : La Main du saigneur (Unmasked Part 25) de Anders Palm